# Szlovák Wikipédia
A szlovák Wikipédia (szlovák nyelven Slovenská Wikipédia) a nemzetközi Wikipédia projekt szlovák nyelvű változata, egy szabadon szerkeszthető internetes enciklopédia. 2003 októberében indult és 2009 májusában már több mint 107 000 szócikket tartalmazott, mellyel a huszonnegyedik helyet foglalta el a wikipédiák rangsorában.

## Mérföldkövek
- 2006. augusztus – Elkészül az 50 000. szócikk.
- 2008. augusztus 27. – Elkészül a 100 000. szócikk.
- 2015. február 5. – Elkészül a 200 000. szócikk.
- Jelenlegi szócikkek száma: 233 215 (2020. május 1.)

## Külső hivatkozások
- A szlovák Wikipédia kezdőlapja